# Герб Вольгинского
Герб городского поселения «Посёлок Во́льгинский» Петушинского района Владимирской области Российской Федерации.
Герб утверждён Решением Совета народных депутатов посёлка Вольгинский № 19/4 от 26 марта 2009 года.
Герб внесён в Государственный геральдический регистр Российской Федерации под регистрационным номером 4804.

## Описание герба
«В червлёном (красном) поле над лазоревой выщербленной оконечностью, нитевидно окаймлённой серебром и обременённой так же изогнутой нитью — серебряный узкий столб, дугообразно расширяющийся на верхнем конце, и поверх столба — лазоревая чаша, обвитая двумя золотыми змеями».— Положения о гербе посёлка Балакирево.
Герб посёлка Вольгинский, в соответствии с Законом Владимирской области от 6 сентября 1999 года N 44-ОЗ «О гербе Владимирской области» (Статья 6), может воспроизводиться в двух равнодопустимых версиях:
 — без вольной части;
 — с вольной частью — четырёхугольником, примыкающим изнутри к верхнему краю герба посёлка Вольгинский с воспроизведенными в нем фигурами из герба Владимирской области.
Герб посёлка Вольгинский в соответствии с Методическими рекомендациями по разработке и использованию официальных символов муниципальных образований (Раздел 2, Глава VIII, п.п. 45-46), утверждёнными Геральдическим советом при Президенте Российской Федерации 28.06.2006 года может воспроизводиться со статусной короной установленного образца.

## Описание символики
Посёлок Вольгинский — молодое, динамично развивающееся муниципальное образование.
Посёлок был образован в 1973 году, однако отправной точкой для его создание послужило Постановление ЦК КПСС и Совета Министров СССР от 28 декабря 1967 года о строительстве Покровского завода биопрепаратов для производства средств защиты сельскохозяйственных животных от болезней. Создание такого завода рядом с уже действовавшим Всесоюзным НИИ ветеринарной вирусологии и микробиологии стало основой единого научно-производственного комплекса в области ветеринарии, известного далеко за пределами муниципального образования и аллегорически отражённого в гербе посёлка Вольгинский серебряной фигурой, напоминающей очертаниями пробирку, и чашей обвитой змеями — традиционным символом врачевания и аптекарского дела. Синий цвет чаши дополняет символику, указывая на ветеринарную направленность научных изысканий и производства препаратов.
Две змеи отличающие рисунок от классической медицинской эмблемы с одной змеей, символизируют не только разработку ветеринарных препаратов, но и целый комплекс предприятий по созданию различной фармацевтической продукции как лечебного так и профилактического действия.
Своё название посёлок получил по имени притока Клязьмы — реки Вольги, аллегорически изображённой в гербе волнистой оконечностью.
Золото — символ богатства, стабильности, уважения и интеллекта.
Серебро — символ чистоты, совершенства, мира и взаимопонимания.
Голубой цвет — символ чести, благородства, духовности, возвышенных устремлений.
Красный цвет — символ труда, силы, мужества, красоты, науки и процветания.
Герб разработан Союзом геральдистов России.
Авторская группа: идея герба — Константин Моченов (Химки; художник и компьютерный дизайн — Оксана Афанасьева (Москва); обоснование символики — Вячеслав Мишин (Химки).